# Константину де Браганса
Константину де Браганса (порт. Constantino de Bragança; 1528—1575) — португальський дворянин, конкістадор і колоніальний адміністратор Португальської імперії. Походив з могутнього Браганського дому. На посаді віцекороля Португальської Індії (1558—1561) ініціював початок завоювання португальцями Шрі-Ланки.

## Біографія
Константину був сином Жайме, 4-го герцога Браганси, від його другого шлюбу з Жоаною де Мендоса, дочкою Діого де Мендоса, алкайда Морана і братом по батьку Теодозіу I де Браганза.
Коли Константину було 19 років, він був призначений спеціальним послом короля Португалії Жуана III на церемонію хрещення сина короля Франції Генріха II.
У березні 1558 року Катерина Австрійська, вдова короля Жуана III і регент при малолітньому королі Себаштіані призначила Константину віцекоролем Португальської Індії. Він покинув Лісабон 7 квітня 1558 року і прибув до Гоа 3 вересня.
Константину покинув Лісабон з завданням повідомити португальські володіння в Азії про смерть короля Жуана III і початок правління короля Себаштіана. Його інструкції також містили дуже чітку програму Контрреформації. Період його перебування на посаді (1558-1561) відзначився багатьма важливими подіями для історії Португальської Індії: завоюванням Дамана (на узбережжі Гуджарату) у 1559 році та Джафанапатану (на Цейлоні) у 1560; захистом від османської облоги португальського Бахрейна у 1559 р.; направленням португальських представників до Ефіопії; і війною між заморином Калікута та раджею Кананору, якого підтримували португальці в 1560-61 роках. Константину також відомий тим, що запровадив в Індії інквізіцію та заснував у Гоа архієпископство. Крім того, єпископства були створені в Кочіні та Малакці, обидва в 1560 році. Константину був особливо близький до місіонерських проектів і підтримував політику політичної та релігійної жорсткості щодо мусульман, індуїстів, євреїв та протестантів. Був відомий як «місіонер». 
Константину поклав початок португальському підкоренню острова Цейлон (сучасна Шрі-Ланка). Перша експедиція, очолювана ним в 1560 році, не змогла підкорити Джафну, але призвела до захоплення острова Маннар. Проте до червня 1619 року, незважаючи на гострий опір Чанкілі II з Джафни, відбулося ще дві португальські експедиції; морська експедиція, яку відбили малабарські корсари, та інша експедиція Філіпе де Олівейра та його 5-тисячної сухопутної армії, яка перемогла Чанкілі та завоювала Джафну, зміцнивши португальський контроль над морськими шляхами через Полкську протоку.
Константину обіймав посаду віцекороля Португальської Індії три роки і вісім днів і протягом цього періоду провів важливі адміністративні і фінансові реформи. Історик Ч. Р. Боксер вважав його одним із найвідданіших і найефективніших португальських губернаторів Індії разом із Франсішку Баррету (1555—1558). Він захищав португальського поета Луїша де Камойнш, який під час свого перебування в Індії зазнав переслідувань від попередника Константину за критичні твори. 
З 1562 року був губернатором міста Рібейра-Гранді, на острові Санту-Антау в архіпелазі Кабо-Верде,
Після повернення до Португалії, одружився зі своєю двоюрідною сестрою Марією де Мело, дочкою 1-го маркіза Феррейри та 1-го графа Тентугаля,  Родріго де Мело і доньї Брітес де Мінезіш (дочки Антана де Алмада, 3-го графа Авранша). У пари не було нащадків. Король Португалії Себаштіан планував у 1571 році призначити Константину довічним віцекоролем Індії, але той відмовився.

## Реліквія «Зуб Будди»
За словами Муту Кумара Свамі, Константину стверджував, що брав участь у захопленні та знищенні реліквії "Зуб Ґаутами Будди" під час війн за Шрі-Ланку. Однак місцева влада стверджувала, що реліквію зберегли від пошкоджень.